# 出口友洋
出口 友洋（でぐち ともひろ、1978年5月14日 - ）は、日本の篤農家。株式会社Wakka Japan代表取締役。米輸出の先駆者。農業生産法人Wakka Agri代表。海外・ハワイでニーズの高い自然栽培による中山間地域の新しい農業モデル構築と輸出に尽力している。

## 人物
1978年5月14日、北海道で生まれる。1997年、北海道札幌南高等学校を卒業。信州大学教育学部（生涯スポーツ課程野外活動専攻）を卒業。2009年、Wakka International Co., Ltdを設立し、香港にて海外初の日本産米専門店「三代目 俵屋玄兵衛」を開所。2011年、シンガポール精米所を開所。2013年、台湾精米所を開所。2015年、ハワイ精米所を開所。2017年、農業生産法人「Wakka Agr」を設立（長野県伊那市長谷）。3月23日、経済産業省『はばたく中小企業・小規模事業者300社』に選定される。4月10日、長野県伊那市長谷にて営農を開始「the rice factory」を設立

。2018年8月31日、グローバル ファーマーズ プロジェクト（GFP）登録第1号。2020年10月10日、農林水産省枝元真徹事務次官、青山豊久総括審議官が現地調査(案内:地元長野5区選出自民党農林部会長宮下一郎衆院議員)。

## 関連記事
- 北海道建設新聞社[28]
- 朝日新聞[29]
- 香港ポスト[30]
- 信州大学[31]
- 日本経済新聞[32][33]
- 北洋銀行[34]
- アジア経済ニュース[35]
- KPUインターナショナル [36]
- 札幌市産業振興センター[37]
- 経済同友会[38]
- ニューカントリー[39]